# Андре Лакшимікант
Андре́ Філі́пе Ферре́йра Лакшиміка́нт (порт. André Filipe Ferreira Lacximicant; нар. 19 травня 2001) — португальський футболіст, вінгер клубу «Ештуріл».

## Клубна кар'єра

### «Лейшойш»
Виступав за юнацькі команди «Понте Фрієлаш», «Лоріш», «Сакаваненсе», «Тондела» та «Академіку Візеу». 2020 року розпочав футбольну кар'єру в клубі «Лейшойш», де став виступати за молодіжну команду. 9 травня 2021 року в матчі Сегунда-ліги проти «Порту Б» дебютував в основному складі «Лейшойша». 22 травня того ж року в поєдинку Сегунда-ліги проти «Коїмбри» забив свій перший гол у професіональній кар'єрі.

### «Брага»
6 липня 2021 року приєднався до системи «Браги», підписавши трирічний контракт. Сезон 2021–22 провів у молодіжному складі, а влітку 2022 року переведений в резервну команду. 19 серпня 2022 року за «Брагу Б» в матчі Терсейра-ліги проти «Варзіна». 30 січня 2023 року в поєдинку проти «Віторії Б» забив свої перші голи за клуб, зробивши дубль.

#### Оренда в «Каза Піа»
31 січня 2024 року продовжив контракт з «Брагою» до літа 2026 року, після чого на правах оренди перейшов в клуб Прімейра-ліги «Каза Піа» до кінця сезону. 5 лютого в матчі Прімейра-ліги проти «Боавішти» дебютував за клуб, вийшовши на заміну Клейтону. 27 квітня 2024 року в поєдинку проти «Шавеша» забив свій перший гол за «Каза Піа». Всього за час оренди провів 13 зустрічей, відзначившись одним м'ячем.

### «Ештуріл»
25 липня 2024 року підписав чотирирічний контракт з «Ештурілом». 11 серпня 2024 року дебютував за нову команду в матчі Прімейра-ліги проти «Санта-Клари», замінивши Рафіка Гітана. 15 лютого 2025 року в поєдинку проти «Насьйонала» забив свій перший гол за «Ештуріл». 4 квітня в матчі Прімейра-ліги проти АВС оформив хет-трик, який став першим в його кар'єрі.

## Статистика виступів
Станом на 16 серпня 2025 
| Клуб              | Сезон             | Чемпіонат         | Чемпіонат | Чемпіонат | Кубок | Кубок | Кубок ліги | Кубок ліги | Єврокубки | Єврокубки | Інші  | Інші | Всього | Всього |
| Клуб              | Сезон             | Дивізіон          | Матчі     | Голи      | Матчі | Голи  | Матчі      | Голи       | Матчі     | Голи      | Матчі | Голи | Матчі  | Голи   |
| ----------------- | ----------------- | ----------------- | --------- | --------- | ----- | ----- | ---------- | ---------- | --------- | --------- | ----- | ---- | ------ | ------ |
| Лейшойш           | 2020–21           | Сегунда-ліга      | 3         | 1         | 0     | 0     | 0          | 0          | —         | —         | —     | —    | 3      | 1      |
| Брага Б           | 2022–23           | Терсейра-ліга     | 24        | 9         | 0     | 0     | 0          | 0          | —         | —         | 2     | 0    | 26     | 9      |
| Брага Б           | 2023–24           | Терсейра-ліга     | 18        | 5         | 0     | 0     | 0          | 0          | —         | —         | —     | —    | 18     | 5      |
| Брага Б           | Всього            | Всього            | 42        | 14        | 0     | 0     | 0          | 0          | 0         | 0         | 2     | 0    | 44     | 14     |
| → Каза Піа        | 2023–24           | Прімейра-ліга     | 13        | 1         | 0     | 0     | 0          | 0          | —         | —         | —     | —    | 13     | 1      |
| Ештуріл           | 2024–25           | Прімейра-ліга     | 27        | 5         | 0     | 0     | 0          | 0          | —         | —         | —     | —    | 27     | 5      |
| Ештуріл           | 2025–26           | Прімейра-ліга     | 2         | 0         | 0     | 0     | 0          | 0          | —         | —         | —     | —    | 2      | 0      |
| Ештуріл           | Всього            | Всього            | 29        | 5         | 0     | 0     | 0          | 0          | 0         | 0         | 0     | 0    | 29     | 5      |
| Всього за кар'єру | Всього за кар'єру | Всього за кар'єру | 87        | 21        | 0     | 0     | 0          | 0          | 0         | 0         | 2     | 0    | 89     | 21     |